# Iván Fundora
Iván Fundora Zaldivar (14 aprile 1976) è un ex lottatore cubano, specializzato nella lotta libera.

## Palmarès

### Olimpiadi
- 1 medaglia:
  - 1 bronzo (Atene 2004 nei 74 kg)

### Mondiali
- 1 medaglia:
  - 1 bronzo (Baku 2007 nei 74 kg)

### Giochi panamericani
- 1 medaglia:
  - 1 oro (Rio de Janeiro 2007 nei 74 kg)